# Angela Summers
Angela Summers, née le 6 novembre 1964, est une actrice de films pornographiques américaine, membre de l'AVN Hall of Fame.

## Biographie
Alors qu'elle travaille comme secrétaire, Angela Summers répond à une petite annonce d'un service de téléphone rose. Elle se retrouve en fait à poser pour des magazines et des publicités, avant d'être mise en contact avec des producteurs et réalisateurs de films pornographiques. Son premier film notable est Wild Goose Chase de John Stagliano. Elle joue dans plus de 100 films entre 1990 et 2000 et est introduite dans l'AVN Hall of Fame en 2008.

## Filmographie
- Wild Goose Chase (1991)
- The Penetrator (1991)
- Talk Dirty to Me: Part 8 (1991)
- A Handful of Summers (1991)
- The Adventures of Seymore Butts (1992)
- Angela Summers: All of Me (1998)